# سيليست بكنغهام
سيليست بكنغهام (بالسلوفاكية: Celeste Buckingham) هي كاتِبة وملحنة ومغنية ومغنية مؤلفة وفنانة وكاتبة للأطفال وموسيقية ومؤلفة سلوفاكية، ولدت في 3 مايو 1995 في زيورخ في سويسرا.

## وصلات خارجية
- الموقع الرسمي
- سيليست بكنغهام على موقع IMDb (الإنجليزية)
- سيليست بكنغهام على موقع ميوزك برينز (الإنجليزية)
- سيليست بكنغهام على موقع أول ميوزيك (الإنجليزية)
- سيليست بكنغهام على موقع ديسكوغز (الإنجليزية)
- سيليست بكنغهام على موقع قاعدة بيانات الفيلم (الإنجليزية)